# Ceratomorpha
Os Ceratomorfos (Ceratomorpha Wood, 1937) constituem um subgrupo da Ordem dos perissodátilos, que possuem como integrantes vivos as antas e os rinocerontes. Inicialmente eram visto como uma subordem, opondo-se à outra subordem "Hippomorpha", que incluía cavalos, calicotérios e titanotérios. A taxonomia da ordem mudou muito a partir das últimas décadas, influenciada por diferentes concepções filogenéticas e pela grande quantidade de novas descobertas paleontológicas que vêm aumentado o conhecimento sobre a história evolutiva do grupo. Na classificação seguida por Hooker, num artigo de 2004, foram reduzidos a uma parvordem, formando com a outra parvordem dos Hippomorpha (incluindo apenas os cavalos e seus parentes mais próximos), a infraordem dos Euperissodactyla.

## Taxonomia da ParvordemCeratomorphaWood, 1937
Segundo Prothero & Schoch, 1989, modificado por Hooker, 2004
- - Família Pachynolophidae
- Magnafamília Deperetellidea Radinsky, 1965
  - Família Deperetellidae Radinsky, 1965
  - Família Rhodopagidae Reshetov, 1975
- Magnafamília Lophialetidea Matthew & Granger, 1925
  - Família Eoletidae Schoch, 1989
  - Família Lophialetidae Matthew & Granger, 1925
- Magnafamília Tapiridea Burnett, 1830
  - Família Heptodontidae
- Superfamília Tapiroidea Burnett, 1930
  - Família Helaletidae
  - Família Tapiridae Burnett, 1930
- Superfamília Rhinocerotoidea Owen, 1845
  - Família Hyrachyidae
  - Família Amynodontidae Scott & Osborn, 1883
  - Família Hyracodontidae Cope, 1879
  - Família Rhinocerotidae Owen, 1945